# 青柳町 (岐阜市)
青柳町（あおやぎちょう）は、岐阜県岐阜市の町名。現行行政地名は青柳町1丁目から7丁目。郵便番号は500-8881（集配局:岐阜中央郵便局）。

## 地理
岐阜市中央部に位置し、東は真砂町1～3丁目、南は西野町6丁目、北東は忠節町5丁目、南西は大縄場3丁目に接する。

## 世帯数と人口
2024年（令和6年）4月1日現在の世帯数と人口は以下の通りである。
| 町丁        | 世帯数  | 人口  |
| ----------- | ------- | ----- |
| 青柳町1丁目 | 47世帯  | 82人  |
| 青柳町2丁目 | 42世帯  | 88人  |
| 青柳町3丁目 | 36世帯  | 61人  |
| 青柳町4丁目 | 58世帯  | 120人 |
| 青柳町5丁目 | 54世帯  | 89人  |
| 青柳町6丁目 | 61世帯  | 117人 |
| 青柳町7丁目 | 55世帯  | 100人 |
| 計          | 353世帯 | 657人 |

## 学区
市立小・中学校に通う場合、学区は以下の通りとなる。
| 地域 | 小学校             | 中学校                 |
| ---- | ------------------ | ---------------------- |
| 全域 | 岐阜市立明郷小学校 | 岐阜市立岐阜中央中学校 |

## 歴史

### 沿革
- 1930年（昭和5年） - 西野町3丁目・忠節町の各一部より、青柳町が成立[6]。
- 1940年（昭和15年）2月1日 - 一部が大縄場となる[6]。
- 1956年（昭和31年）8月24日 - 真砂町2～3丁目・忠節町5丁目・大縄場1～3丁目との間で境界を変更し1～7丁目を設置[6][4]。

## 施設
- 岐阜カトリック教会
- 天使幼稚園
- 岐阜市医師会
- 岐阜市医師会看護学校
- 本郷児童センター
- 青柳公園